# Orde van de Rechtschapenheid
De Orde van de Rechtschapenheid  (Arabisch: قلادة كمال العظمى, qilādat al-kmal al-ʿuẓmā) was een Egyptische Damesorde. Men kan de Arabische naam Nishan al-Kemal ook als "Orde van de deugden" vertalen. De Orde werd in 1915 door Sultan Husayn Kamil ingesteld en werd in 1923 hervormd. Het lint was lichtgrijs met gouden randen maar er zijn ook rode linten met een gouden rand bekend.
De Republiek Egypte heeft de Orde in 1953 hervormd. De kroon verviel en
De graden van de Orde
- De 'Superieure Klasse' draagt een met edelstenen ingelegde ster aan een breed lint over de rechterschouder en een ster op de linkerborst.De beide kleinoden zijn met gouden bloemmotieven versierd en het medaillon is wit.

De echtgenoten van staatshoofden, vicepresidenten en kroonprinsen worden op deze wijze onderscheiden.
- De 'Grootlinten' dragen een even grote ster aan een iets minder breed lint. De op de linkerborst gedragen ster is ook even groot. De kleinoden zijn met gouden bloemmotieven versierd en het medaillon is wit. De echtgenoten van premiers en ministers worden op deze wijze onderscheiden.

- De Tweede Klasse droeg een kleinere ster aan een lint met rozet op de linkerborst. Het kleinood is met gouden bloemmotieven versierd en het medaillon is lichtblauw. De echtgenoten van ambassadeurs worden op deze wijze onderscheiden.

- De Derde Klasse droeg dezelfde ster aan een lint op de linkerborst. Het kleinood is met bloemmotieven versierd en het medaillon is lichtblauw. De letters daarop zijn van een lichter blauw dan bij de hogere klassen het geval is. De echtgenoten van lagere diplomaten worden op deze wijze onderscheiden.

| Batons van de Orde van de Rechtschapenheid | Batons van de Orde van de Rechtschapenheid | Batons van de Orde van de Rechtschapenheid | Batons van de Orde van de Rechtschapenheid |
| ------------------------------------------ | ------------------------------------------ | ------------------------------------------ | ------------------------------------------ |
| Derde Klasse                               | Tweede Klasse                              | Eerste Klasse                              | Superieure Klasse                          |

## De insignia van de Orde
Het kleinood is een ster met tien gouden lotusbloemen.Deze zijn om en om blauw en wit geëmailleerd. In het medaillon is "EL-KEMAL" geschreven.Op de punten van de sterren van de twee hoogste graden staat "LIEFDADIGHEID", "MEDELIJDEN", "PLICHT", "DEVOTIE", EDELMOEDIGHEID" of "PLICHT" geschreven.